# Трушевичи
Трушевичи (укр. Трушевичі) — село в Добромильской городской общине Самборского района Львовской области Украины.
Население по переписи 2001 года составляло 384 человека. Занимает площадь 1,22 км². Почтовый индекс — 82016. Телефонный код — 3238.